# Florian Skilang Temengil
Pour l’article homonyme, voir Baklai Temengil.
Florian Skilang Temengil (né le 4 novembre 1986) est un lutteur des Palaos, olympien, multi-médaillé aux  championnats d'Océanie et aux Jeux de la Micronésie.

## Biographie
Temengil a été champion d'Océanie en lutte libre chez les moins de 120 kg et vice-champion en lutte gréco-romaine dans la même catégorie en 2008.

### Jeux olympiques
Temengil participe à ses premiers Jeux olympiques lors des Jeux olympiques d'été de 2008 à Pékin en Chine en lutte libre.
Il se qualifie pour les Jeux olympiques grâce à sa victoire dans la catégorie des moins de 120 kg en lutte libre lors des Championnats d'Océanie 2008 qui ont eu lieu à Canberra en Australie du 8 au 10 février 2008 et en faisant partie des sept lutteurs et lutteuses qualifiés par une commission spéciale de la FILA et du comité continental de l'Océanie, à la fin des Championnats d'Océanie,.
Il perd son combat contre le Hongrois Ottó Aubéli 0-6, 1-7. Cependant, il réussit à marquer le premier point d'un lutteur du Palaos aux Jeux olympiques depuis son compatriote John Tarkong Jr. n'avait pas réussi à marquer de points quatre ans auparavant comme ça sera de son autre compatriote Elgin Loren Elwais dans la catégorie des moins de 55 kg en lutte gréco-romaine.

## Palmarès
Source:

### Jeux olympiques
| Date | Compétition                   | Catégorie                 | Lieu  | Résultat |
| ---- | ----------------------------- | ------------------------- | ----- | -------- |
| 2008 | Jeux olympiques d'été de 2008 | Lutte libre (- de 120 kg) | Pékin | 16e      |

### Golden Grand Prix
| Date         | Compétition       | Catégorie                 | Lieu  | Résultat |
| ------------ | ----------------- | ------------------------- | ----- | -------- |
| 27 juin 2008 | Golden Grand Prix | Lutte libre (- de 120 kg) | Bakou | 8e       |

### Championnats d'Océanie
| Date            | Compétition                 | Catégorie                          | Lieu     | Résultat |
| --------------- | --------------------------- | ---------------------------------- | -------- | -------- |
| 8 février 2008  | Championnats d'Océanie 2008 | Lutte gréco-romaine (- de 120 kg)  | Canberra | 2e       |
| 8 février 2008  | Championnats d'Océanie 2008 | Lutte libre (- de 120 kg)          | Canberra | 1er      |
| février 2009    | Championnats d'Océanie 2009 | Lutte gréco-romaine (- de 120 kg)  | Apia     | 1er      |
| février 2009    | Championnats d'Océanie 2009 | Lutte libre (- de 120 kg)          | Apia     | 1er      |
| février 2009    | Championnats d'Océanie 2009 | Lutte de plage (?)                 | Apia     | 1er      |
| 24 février 2011 | Championnats d'Océanie 2011 | Lutte libre (- de 120 kg)          | Apia     | 1er      |
| 24 février 2011 | Championnats d'Océanie 2011 | Lutte de plage (+ de 84 kg)        | Apia     | 1er      |
| 24 février 2011 | Championnats d'Océanie 2011 | Lutte de plage (toutes catégories) | Apia     | 2e       |
| 27 janvier 2012 | Championnats d'Océanie 2012 | Lutte libre (- de 120 kg)          |          | 1er      |
| 19 avril 2013   | Championnats d'Océanie 2013 | Lutte gréco-romaine (- de 120 kg)  |          | 1er      |
| 8 avril 2013    | Championnats d'Océanie 2013 | Lutte libre (- de 120 kg)          |          | 1er      |
| 19 mars 2014    | Championnats d'Océanie 2014 | Lutte gréco-romaine (- de 130 kg)  |          | 1er      |
| 19 mars 2014    | Championnats d'Océanie 2014 | Lutte libre (- de 125 kg)          |          | 1er      |
| 20 mars 2015    | Championnats d'Océanie 2015 | Lutte gréco-romaine (- de 130 kg)  |          | 1er      |
| 20 mars 2015    | Championnats d'Océanie 2015 | Lutte libre (- de 125 kg)          |          | 1er      |
| 11 mars 2016    | Championnats d'Océanie 2016 | Lutte de plage + de 90 kg)         |          | 3e       |
| 11 mars 2016    | Championnats d'Océanie 2016 | Lutte gréco-romaine (- de 130 kg)  |          | 2e       |
| 11 mars 2016    | Championnats d'Océanie 2016 | Lutte libre (- de 125 kg)          |          | 1er      |
| 10 mars 2017    | Championnats d'Océanie 2017 | Lutte gréco-romaine (- de 130 kg)  |          | 2e       |
| 10 mars 2017    | Championnats d'Océanie 2017 | Lutte libre (- de 125 kg)          |          | 1er      |
| 18 mai 2018     | Championnats d'Océanie 2018 | Lutte gréco-romaine (- de 130 kg)  |          | 1er      |
| 18 mai 2018     | Championnats d'Océanie 2018 | Lutte libre (- de 125 kg)          |          | 1er      |

### Jeux de la Micronésie
| Date            | Compétition                   | Lieu            | Sport               | Catégorie | Résultat | Place |
| --------------- | ----------------------------- | --------------- | ------------------- | --------- | -------- | ----- |
| 21 juillet 2014 | Jeux de la Micronésie de 2014 | Nett            | Lancer du poids     | /         | 12,59 m  | 2e    |
| 23 juillet 2014 | Jeux de la Micronésie de 2014 | Nett            | Lancer du disque    | /         | 38,90 m  | 1er   |
| 21 juillet 2014 | Jeux de la Micronésie de 2014 | Palikir         | Lutte gréco-romaine | −130 kg   | /        | 1er   |
| 22 juillet 2014 | Jeux de la Micronésie de 2014 | Palikir         | Lutte libre         | −125 kg   | /        | 1er   |
| 23 juillet 2014 | Jeux de la Micronésie de 2014 | Palikir         | Lutte de plage      | +85 kg    | /        | 1er   |
| 23 juillet 2014 | Jeux de la Micronésie de 2014 | Palikir         | Lutte de plage      | Toutes    | /        | 2e    |
| juillet 2018    | Jeux de la Micronésie de 2018 | Gagil, îles Yap | Lancer du poids     | /         | 13,03 m  | 1er   |
| juillet 2018    | Jeux de la Micronésie de 2018 | Gagil, îles Yap | Lancer du disque    | /         | 39,75 m  | 1er   |
| juillet 2018    | Jeux de la Micronésie de 2018 | Gagil, îles Yap | Lutte gréco-romaine | −130 kg   | /        | 1er   |
| juillet 2018    | Jeux de la Micronésie de 2018 | Gagil, îles Yap | Lutte libre         | −125 kg   | /        | 1er   |
| juillet 2018    | Jeux de la Micronésie de 2018 | Gagil, îles Yap | Lutte de plage      | +80 kg    | /        | 1er   |